# Hirundo tahitica
La golondrina del Pacífico (Hirundo tahitica) es una especie de ave paseriforme de la familia Hirundinidae propia del sudeste asiático y las islas del Pacífico, desde las Ryūkyū hasta la Melanesia y la Polinesia francesa. Esta ave está asociada con las costas, pero se expande también hacia zonas boscosas.

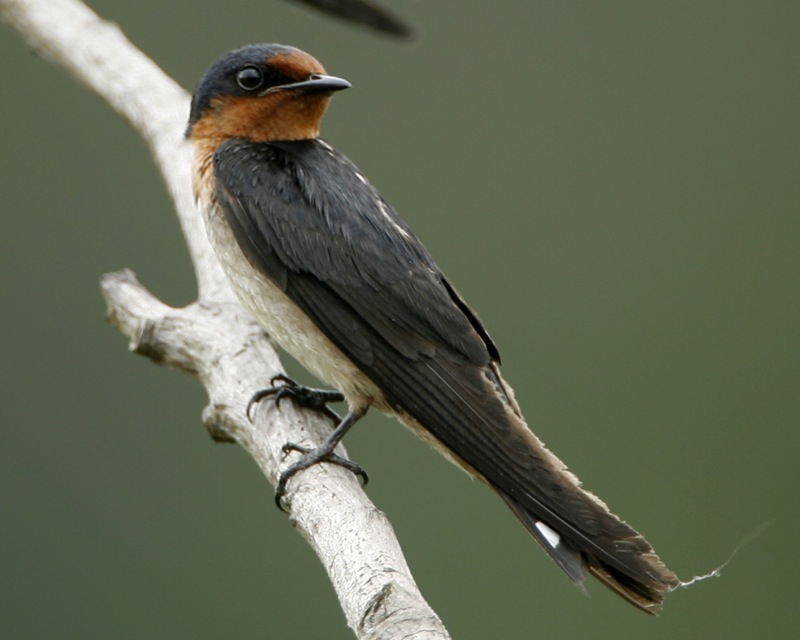
H. t. javanica.

Esta especie es una golondrina pequeña, con solo 13 cm de longitud. Posee una parte superior negra con alas y cola marrones, una cara y un cuello rojos y partes inferiores más bien pardas. Se diferencia de Hirundo rustica y la cercanamente relacionada Hirundo neoxena por su cola más corta y menos bifurcada.
La golondrina del Pacífico construye un nido con forma de recipiente con pelotitas de barro recolectadas en su pico bajo las salientes de los acantilados y en estructuras hechas por el hombre como edificios, puentes o túneles. El nido está cubierto con material más suave y suelen poner dos o tres huevos. Su comportamiento es similar al de otros insectívoros aéroeos, como otras golondrinas y vencejos. Es una voladora rápida y se alimenta de insectos, especialmente moscas, que caza en pleno vuelo.